# Vassurány
Vassurány é um município da Hungria, situado no condado de Vas. Tem 10,09 km² de área e sua população em 2015 foi estimada em 807 habitantes.